# Kristin Schulz

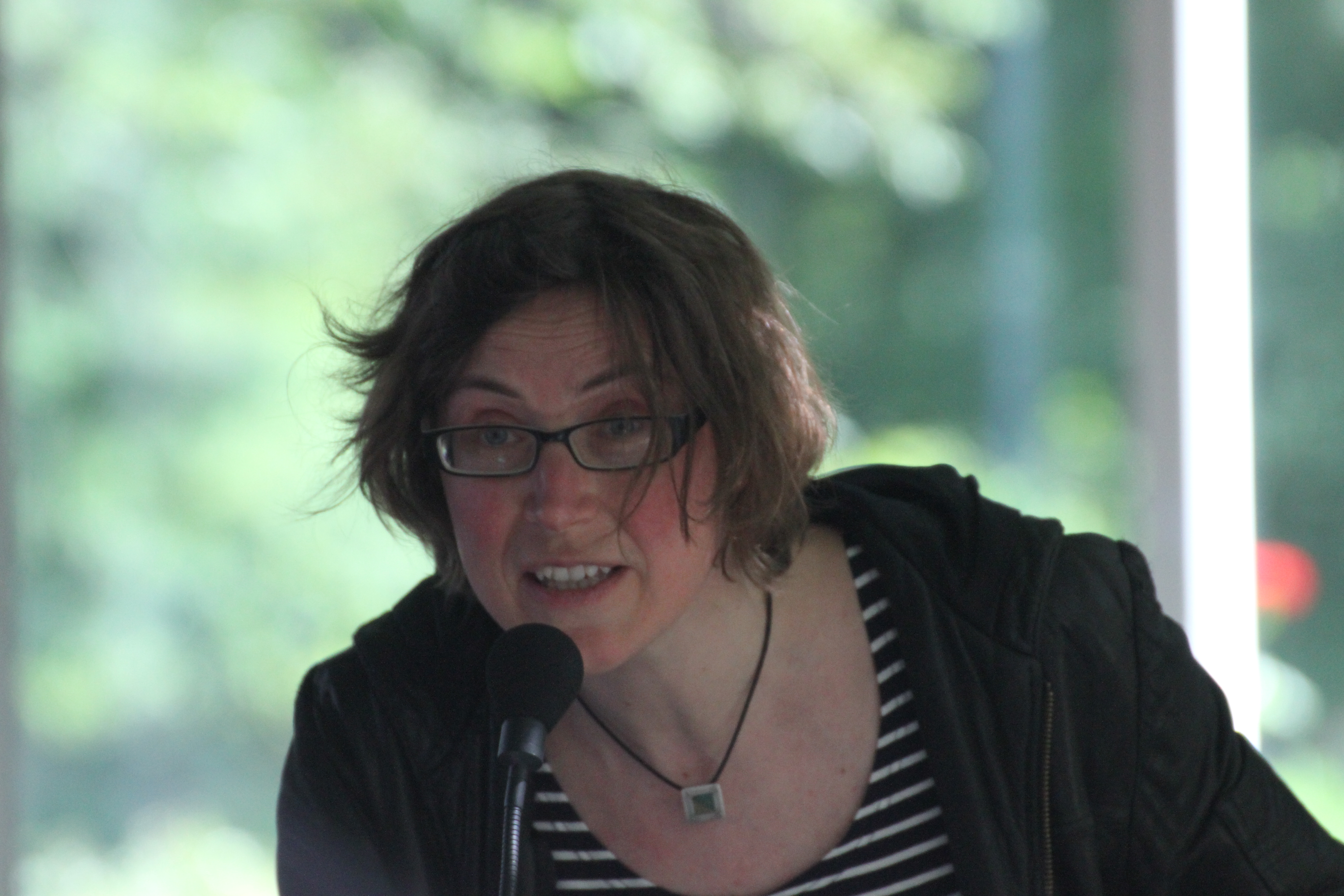
Kristin Schulz auf dem Lyrikmarkt in Berlin 2016

Kristin Schulz (* 1975 in Jena) ist eine deutsche Germanistin, Übersetzerin und Autorin.
Nach dem Abitur 1994 studierte Kristin Schulz Neuere Deutsche Literatur, Theaterwissenschaft/Kulturelle Kommunikation und Französisch an der Humboldt-Universität zu Berlin. Während dieser Zeit absolvierte sie Auslandssemester an der Universität Paris VIII und der University of Illinois at Chicago. Neben dem Studium begann sie Gedichte und Prosa zu schreiben. Erste Einzelveröffentlichungen erschienen unter anderem in den Zeitschriften Moosbrand, Edit und Theater der Zeit. Im Jahr 2000 wurde sie Preisträgerin des Rheinsberger Autorinnenforums.
2002 wurde sie Wissenschaftliche Mitarbeiterin am Institut für deutsche Literatur der Humboldt-Universität. Sie ist Mitarbeiterin der Heiner-Müller-Werkausgabe des Suhrkamp Verlages. 2008 promovierte sie mit einer Arbeit über Heiner Müller zum Dr. phil. und arbeitet seitdem am Heiner Müller Archiv / Transitraum im Institut für deutsche Literatur. Für die Edition MÜLLER MP3. Tondokumente 1972–1995, die Interviews, Gespräche und Lesungen eigener sowie fremder Texte von Heiner Müller auditiv verfügbar macht, erhielt Kristin Schulz den Deutschen Hörbuchpreis 2012 in der Kategorie „Beste Information“. 2021 wurde ihr Kinderbuch Hundert Arten auf den Wolf zu kommen als Bilderbuch des Monats von der Deutschen Akademie für Kinder und Jugendliteratur ausgezeichnet. 
Als Übersetzerin übertrug sie Werke von Claudine Galea, Christophe Huysman, Jean Genet und Philippe Malone ins Deutsche.
Kristin Schulz lebt und arbeitet in Berlin.

## Veröffentlichungen (Auswahl)
- mit Martina Hanf: Thomas Brasch. Das blanke Wesen. Verlag Theater der Zeit, Berlin 2004, ISBN 978-3-934344-36-5.
- Das Elsterneinmaleins. Tisch 7, Köln 2005, ISBN 978-3-938476-07-9.
- „Auf die Schnelle“, „Monolog an der Oberfläche der Haut“, „Aus keinem anderen Grund als diesem“ - Drei szenische Kompositionen für Sopran, Bariton und Kammerensemble. (Libretto), Komposition: Karoline Schulz, Uraufführung: 19. Dresdner Tage der zeitgenössischen Musik, Festspielhaus Hellerau, 2005.
- Attentate auf die Geometrie: Heiner Müllers Schriften der „Ausschweifung und Disziplinierung“. Alexander Verlag, Berlin 2009, ISBN 978-3-89581-203-3.
- MÜLLER MP3 Tondokumente 1972 bis 1995, Alexander Verlag, Berlin 2011, ISBN 978-3-89581-129-6. (Deutscher Hörbuchpreis 2012)
- VWS Der Findling nach Heinrich von Kleist. Eine Inszenierung von Oper Dynamo West, Hrsg. von Kleist-Museum, Frankfurt (Oder) 2011, ISBN 978-3-938008-34-8.
- dauerlandschaft / the lyrics - volume one (zusammen mit Arnfrid Astel, Marcus Roloff und Michael Wagener). Gutleut Verlag, Frankfurt a. M. 2014, ISBN 978-3-936826-82-1
- Gesammelte Fehlmärchen. Gedichte. Gutleut Verlag, Frankfurt a. M. 2014, ISBN 978-3-936826-72-2.
- Thomas Brasch: „Die nennen das Schrei“. Gesammelte Gedichte. Hrsg. von Martina Hanf und Kristin Schulz, Suhrkamp Verlag, Berlin 2013, ISBN 978-3-518-42453-7.
- Heiner Müller: „Warten auf der Gegenschräge“. Gesammelte Gedichte. Hrsg. von Kristin Schulz, Suhrkamp Verlag, Berlin 2014, ISBN 978-3-518-42441-4.
- Georg Seidel: „Klartext: Bühne oder Feuer“. Szenen – Gedichte – Prosa – Skizzen. Quintus-Verlag, Berlin 2020, ISBN 978-3-947215-92-8.
- Angewandte Verhältnisse. Gedichte. Quintus-Verlag, Berlin 2019, ISBN 978-3-947215-63-8.
- Hundert Arten auf den Wolf zu kommen. Mit zehn farbigen Illustrationen von Helge Leiberg. Quintus-Verlag, Berlin 2021, (Ausgezeichnet als Bilderbuch des Monats von der Deutschen Akademie für Kinder und Jugendliteratur), ISBN 978-3-96982-004-9.
- Ruckediguh. Von Kopf bis Schuh. Mit Illustrationen von Dayeon Auh. Carl-Auer Kids, Heidelberg 2024, ISBN 978-3-96843-065-2.